# Kościół Świętej Trójcy w Kołbaskowie
Kościół Świętej Trójcy w Kołbaskowie – świątynia należąca do Parafii rzymskokatolickiej pw. Świętej Trójcy w Kołbaskowie, jest kościołem parafialnym.

## Historia
We wsi znajduje się XIV-wieczny kościół. Jest to późnoromańska budowla salowa, wzniesiona na planie prostokąta, bez wieży zachodniej. Elewacje ścian wymurowane są z w miarę regularnie ułożonych warstw kwadr granitowych o niewielkim tylko stopniu obróbki i o różnej wielkości. Jedynie uskokowe portale – południowy (obecnie zamurowany) i nieistniejący już dzisiaj zachodni – a także narożniki, wykonano z dokładniej obrobionych kwadr granitowych.
Elewacja wschodnia posiada charakterystyczny dla tego okresu układ trzech wąskich, ostrołukowych, rozglifionych na zewnątrz okien, z których środkowe jest nieco wyższe. Jej szczyt natomiast ozdobiony jest piramidalną blendą w obramieniu ceglanym. Elewacja zachodnia ze szczytem przesłonięta jest przez dobudowaną w XVIII wieku wieżę, nakrytą płaskim dachem namiotowym. W wieży znajduje się główne wejście do kościoła
W elewacji południowej zachował się relikt pierwotnego okna o ościeżach kamiennych i łuku zamknięcia mniej ostrym jak w pozostałych obmurowanych oknach. Także zachowany portal południowy ma tylko nieznacznie załamaną archiwoltę.
Świątynia posiada strop drewniany i nakryta jest ceramicznym dachem dwuspadowym. W roku 1984 przeprowadzono restaurację świątyni. Odbito wówczas tynki zewnętrzne, odsłonięto wątek gotycki ścian i okien. We wnętrzu odnowiono posadzkę, strop, ściany, odkryto portal południowy. Wykonano również nowe oszklenie witrażowe. Uporządkowano także plac kościelny otoczony kamienno-ceglanym murem.
Wyposażenie kościoła:
- XVIII-wieczny ołtarz barokowy poddany gruntownej konserwacji w 1993 roku.
- Gotycka empora chórowa wsparta na dwóch filarach.
- Dzwony z 1600 i 1705 roku.

Kościół oraz dawny przykościelny cmentarz z ogrodzeniem znajdują się w rejestrze zabytków (nr. rej. A-483 z 11.06.1956 i 15.09.2014).

### Zdjęcia

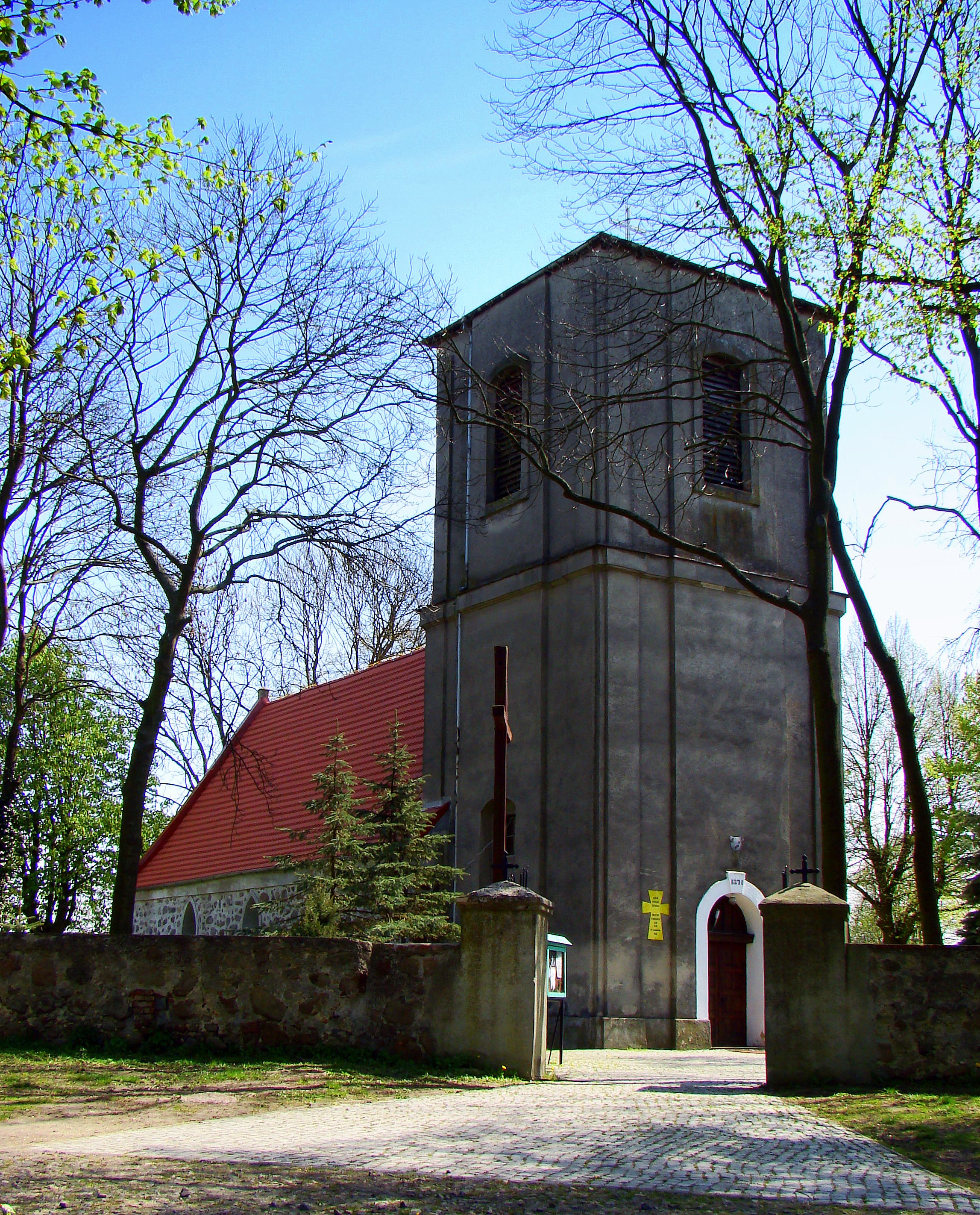
Kościół Św. Trójcy w Kołbaskowie
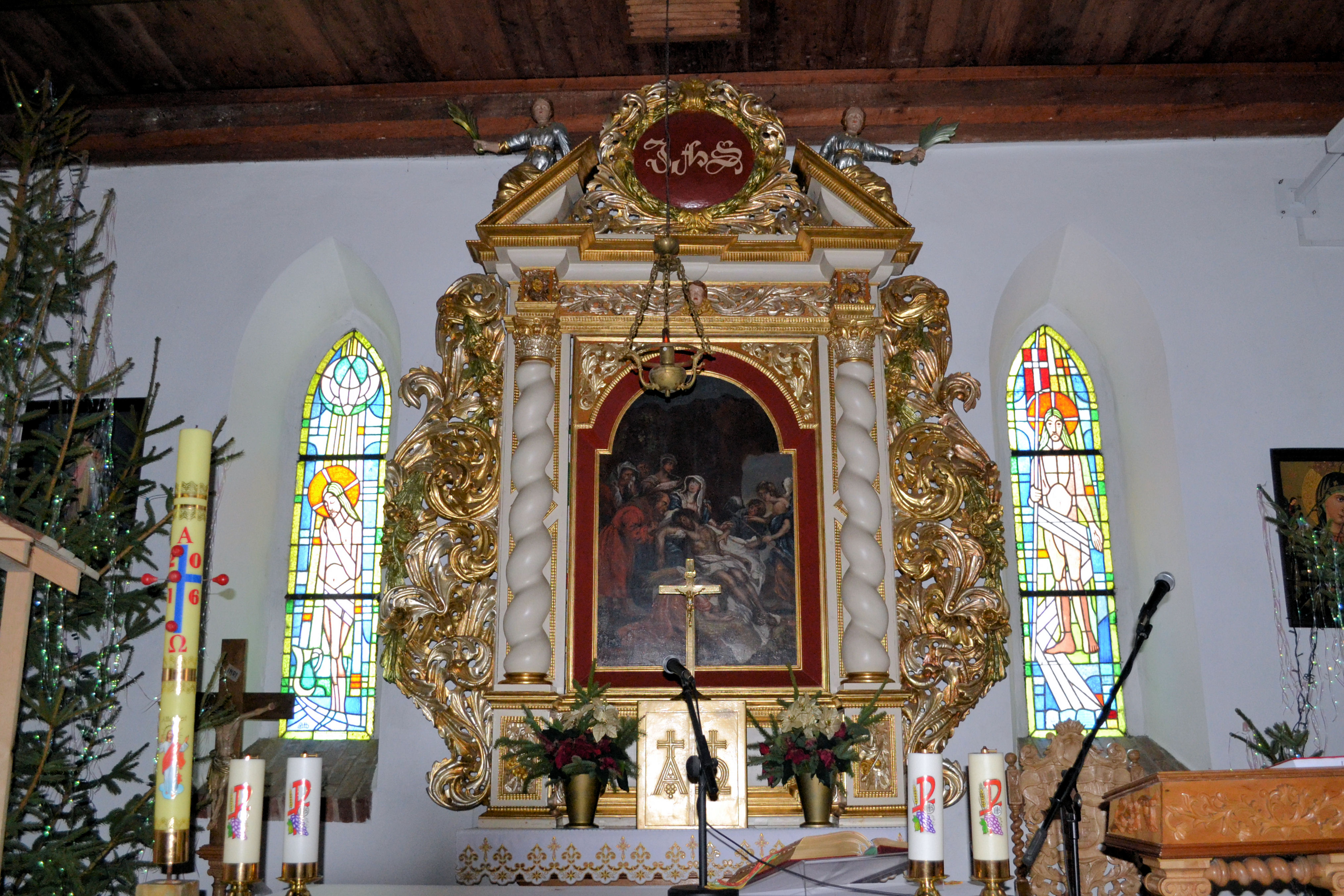
Ołtarz główny
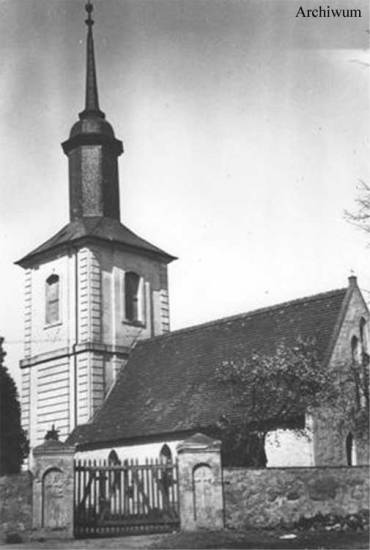
Zdjęcie archiwalne kościoła